# Cephalopholis taeniops
Conhecido como bobo quema, garoupa carnaval ou garoupa de Cabo Verde é uma espécie de garoupa do gênero Cephalopholis, pertencente da subfamília Epinephelinae e família Serranidae. Se assemelha muito com a garoupa miniata (Cephalopholis miniata) e a garoupa tomate (Cephalopholis sonnerati).

## Distribuição
São encontrados no Atlântico Oriental, Região da Macaronésia (Cabo Verde), Angola, Guiné-Bissau, Guiné Equatorial e São Tomé e Principe. Foi introduzido no Mediterrâneo, na costa da Itália. É possível que a espécime possa ser encontrada no Malta.
Em Novembro de 2018, foi confirmado a captura de um exemplar nas Ilhas Cagarras, Brasil, não se sabe como a espécie foi parar na região, possivelmente por meio de correntes oceânicas, quando era um alevino.

## Ecologia
Possuem barbatana caudal arredondada e barbatanas pélvicas alcançando ou quase alcançando o ânus. São vermelhos com pequenas manchas azuis cobrindo todo o corpo.
Habitam fundos arenosos e rochosos de recifes. A espécie pode chegar a medir entre 40.0 cm a 70.0 cm. É uma espécie carnívora, se alimenta de pequenos peixes, crustáceos e cefalópodes.

## Uso comercial
É uma espécie pouco consumida pelos cabo-verdianos. Raramente é vista no comercio de aquários.